# Kalisidi
Kalisidi is een bestuurslaag in het regentschap Semarang van de provincie Midden-Java, Indonesië. Kalisidi telt 5433 inwoners (volkstelling 2010).